# Amblyseius neofirmus
Amblyseius neofirmus är en spindeldjursart som beskrevs av Ehara och Okada 1994. Amblyseius neofirmus ingår i släktet Amblyseius och familjen Phytoseiidae. Inga underarter finns listade i Catalogue of Life.